# شوالیه ماه (مجموعه تلویزیونی)
شوالیهٔ ماه یا مون نایت (انگلیسی: Moon Knight) یک مینی‌سریال تلویزیونیِ آمریکایی است که توسط جرمی اسلیتر برای سرویس پخش اینترنتی دیزنی پلاس ساخته شده است. این مینی‌سریال بر پایهٔ شخصیتی به همین نام از مارول کامیکس ساخته شده است. این ششمین مجموعهٔ تلویزیونی در دنیای سینمایی مارول به‌شمار می‌رود و از لحاظ داستانی با فیلم‌های این فرنچایز ارتباط دارد. تولید این مجموعه بر عهدهٔ مارول استودیوز بوده است. جرمی اسلیتر سرپرست نویسندگان است و محمد دیاب تیم کارگردانی را رهبری می‌کند.
اسکار ایزاک نقش مزدوری به‌نام مارک اسپکتور / شوالیه ماه را ایفا می‌کند که از بیماری اختلال تجزیه هویت رنج می‌برد. می قلماوی، کریم الحکیم، اف. موری آبراهام، ایثن هاک، خالد عبدالله و گاسپار اولیل از دیگر بازیگران این مجموعه هستند. خبر این مجموعه در اوت ۲۰۱۹ اعلام شد و اسلیتر در نوامبر همان سال برای ساخت آن استخدام شد. دیاب برای کارگردانی چهار قسمت از این مجموعه در اکتبر ۲۰۲۰ استخدام شد و تیم کارگردانی جاستین بنسون و آرون مورهد در ژانویهٔ ۲۰۲۱ برای کارگردانی دو قسمت دیگر به سریال پیوستند. حضور آیزاک در آن زمان تأیید شد؛ او برای متمایز کردن هویت‌های مختلف نقش مارک اسپکتور از لهجه‌های مختلف استفاده کرده است. مراحل فیلم‌برداری از آوریل تا اکتبر ۲۰۲۱، عمدتاً در بوداپست و همچنین در اردن، اسلوونی و آتلانتا، جورجیا به طول انجامید.
شوالیهٔ ماه در ۳۰ مارس ۲۰۲۲ به نمایش درآمد و تا ۴ مه متشکل از شش قسمت پخش شد. این مجموعه بخشی از فاز چهارم دنیای سینمایی مارول است. این مجموعه نظرات عموماً مثبتی را از طرف منتقدان دریافت کرده است و در زمینهٔ نقش‌آفرینی آیزاک و هاک و همچنین لحن تاریک‌تر نسبت به آثار قبلی دنیای سینمایی مارول تحسین شده است.

## داستان
مارک اسپکتور / شوالیه ماه مزدوری است که به بیماری اختلال تجزیه هویت مبتلا است. او در یک معمای مرگبار که توسط خدایان مصر باستان احاطه شده و با هویت‌های چندگانه‌اش مانند استیون گرانت همراه است، سوق داده می‌شود.

## بازیگران و شخصیت‌ها
- اسکار آیزاک در نقش مارک اسپکتور / شوالیه ماه:
مزدوری که از اختلال تجزیه هویت رنج می‌برد.
- می قلماوی در نقش لیلا الفولی:
 همسر مارک / باستان‌شناس
- کریم الحکیم و اف. موری آبراهام در نقش خونس:
خدای ماه مصری، رانده شده در میان خدایان به دلیل به راه انداختن «جنگ تک خدایی بر سر بی عدالتی‌های محسوس».
- ایثن هاک در نقش آرتور هارو:
یک متعصب مذهبی و رهبر فرقه مرتبط با الهه مصری آموت که شوالیه ماه را مانعی برای «شفای جهان» می‌داند.

## آینده
کوین فایگی در نوامبر ۲۰۱۹ گفت که پس از معرفی مون نایت در این مجموعه، این شخصیت به فیلم‌های دنیای سینمایی مارول وارد خواهد شد. محمد دیاب در مارس ۲۰۲۲ گفت که احساس می‌کند این شخصیت تا ۱۰ سال آینده بخشی از دنیای سینمایی مارول خواهد بود و ابراز امیدواری کرد که مون نایت در نهایت فیلم بلندی برای خود داشته باشد. مطابق قرارداد، آیزاک در پروژه‌های آینده موظف به بازگشت در نقش این شخصیت نخواهد بود.